# Sperrbezirk (Film)
Sperrbezirk ist ein deutscher Spielfilm aus dem Jahre 1966 von Will Tremper mit Suzanne Roquette, Harald Leipnitz und Guido Baumann (Schweizer Ratefuchs in Robert Lembkes Was bin ich?) in den Hauptrollen. Der Geschichte lag ein Roman des Produzenten Ernst Neubach zugrunde, der mit diesem Film seine cineastische Abschiedsvorstellung gab.
Namensgebend waren die für Prostitution bestehenden Sperrbezirke.

## Handlung
Die junge, attraktive Ann arbeitet in einem Autokino in West-Berlin. Eines Tages lernt sie den eloquenten und charmanten Immobilienmakler Bernie Kallmann kennen, der sie mit seiner Weltgewandtheit rasch um den Finger wickelt, und verliebt sich in ihn. Was Ann nicht weiß: Bernies Auftreten ihr gegenüber wie gegenüber vielen anderen Frauen hat Methode, denn Kallmann ist nicht nur ein Zuhälter, sondern zugleich auch ein bedeutendes Mitglied eines ganzen Ringes, der die Kontrolle über das gesamte Prostitutionsgewerbe der Großstadt besitzt.
Als Bernie sich Anns Gefühle sicher weiß, überredet er sie mit Nachdruck, auf den Straßenstrich zu gehen und als Prostituierte anzuschaffen. Doch dann begeht Bernie einen großen Fehler: Er verliebt sich ebenfalls, und zwar in Ann. Nun versucht Kallmann, nachdem er seine Flamme erst in den Prostitutionssumpf hineingestoßen hat, Ann von dort wieder herauszuziehen. Erwartungsgemäß gerät er mit dieser Aktion in massive Konflikte mit seiner Zuhälterbande. Schließlich muss der Ganove mit Herz die Wiederentdeckung seiner Menschlichkeit mit dem eigenen Leben bezahlen.

## Produktionsnotizen
Sperrbezirk entstand im April/Mai 1966 in West-Berlin und wurde am 3. Juni 1966 uraufgeführt.
Nebendarsteller Ralf Gregan arbeitete auch als Trempers Regieassistent, Dagmar Lassander gab hier ihr Filmdebüt.
Der Film soll, nach Trempers Aussage gegenüber der Zeit, von dem Gloria-Filmverleih in einer arg verstümmelten Fassung in die Kinos gebracht worden sein.

## Kritiken
Tremper selbst urteilte über sein Werk Sperrbezirk wie folgt: „Eine schauderhafte Geschichte von einer Unschuld vom Lande, die aus Liebe zur Nutte wird.“
Das Lexikon des Internationalen Films resümierte „Unentschieden zwischen Rührseligkeit, Brutalität und Spekulation schwankende Kolportage. Die angedeutete Auseinandersetzung mit der Prostitution ist lediglich unzulängliche Tarnung.“